# Doris Anderson
Doris Hilda Anderson, née le 10 novembre 1921 et morte le 2 mars 2007, était une auteure, journaliste et militante des droits des femmes canadienne. Elle est surtout connue comme rédactrice en chef du magazine féminin Châtelaine , mêlant contenus traditionnels (recettes, décor) aux épineux problèmes de société de l'heure (violences faites aux femmes, égalité salariale, avortement, race, pauvreté), mettant le magazine en première ligne. du mouvement féministe au Canada. Son activisme au-delà du magazine a contribué au changement social et politique, en inscrivant l'égalité des femmes dans la Constitution canadienne et faisant d'elle l'une des personnalités les plus connues du mouvement féministe au Canada.

## Biographie
Doris Anderson est née à Medicine Hat, en Alberta, sous le nom de Hilda Doris Buck, de Rebecca Laycock Buck et de Thomas McCubbin. Mme Buck, dont le premier mari l'avait abandonnée ainsi que ses deux jeunes fils, les laissant endettés, a rencontré McCubbin alors qu'il était invité à la pension de famille de sa mère à Calgary. Elle vivait avec ses sœurs à Medicine Hat lorsque Doris est née et a brièvement placé son enfant « illégitime » dans un foyer pour bébés non désirés à Calgary, la récupérant plusieurs mois plus tard. Buck et McCubbin se sont mariés peu de temps avant le huitième anniversaire d'Anderson.
Anderson a fréquenté l'école secondaire Crescent Heights et a obtenu son diplôme du collège des enseignants en 1940. Elle a utilisé son revenu d'enseignement pour obtenir un baccalauréat des arts de l'Université de l'Alberta en 1945.

## Vie privée
Doris Anderson a épousé l'avocat né à l'Île-du-Prince-Édouard et organisateur du Parti libéral David Anderson en 1957. Le couple a eu trois fils : Peter (né en 1958), Stephen (né en 1961) et Mitchell (né en 1963), avant de divorcer en 1972. Ce n'était pas un match d'amour ; elle s'est mariée parce qu'elle voulait des enfants.
Lorsque ses employeurs ont découvert qu'elle était enceinte, ils l'ont envoyée travailler à la maison.  À l'époque, on s'attendait à ce que les femmes démissionnent de leur emploi lorsque leurs grossesses commençaient à se manifester. Anderson, cependant, a travaillé jusqu'à sa date d'accouchement et est retournée au travail presque immédiatement (il n'y avait pas de congé parental disponible).